# Dwight Waller
Dwight Waller (Brownsville, 5 ottobre 1945 – 12 marzo 2021) è stato un cestista statunitense, professionista nella NBA e nella ABA.

## Carriera
Venne selezionato dagli Atlanta Hawks al decimo giro del Draft NBA 1968 (131ª scelta assoluta).